# غريغ سميث (لاعب كرة قدم أمريكية)
غريغ سميث (بالإنجليزية: Greg Smith)‏ هو لاعب كرة قدم أمريكية أمريكي، ولد في 1970.